# 炮仗花属
炮仗花属又名炮仗藤屬（学名：Pyrostegia）是紫葳科下的一个属，为藤本植物。该属共有5种，分布于南美。